# Кировское (город)
Ки́ровское (укр. Кi̇́ровське) / Кре́стовка (укр. Хре́стівка) — город в номинально образованном Горловском районе Донецкой области Украины, административный центр номинально образованной Крестовской городской общины. До 2020 года был городом областного значения, являясь административным центром Кировского городского совета. С 14 апреля 2014 года населённый пункт контролируется самопровозглашённой Донецкой Народной Республикой и согласно законодательству Украины является временно оккупированной территорией. Входит в Горловско-Енакиевскую агломерацию.

## История
Основан в 1954 году, в связи с началом строительства около хутора Крестовка новых шахт, возле которых вырос рабочий посёлок Новая Крестовка, который получил рабочее название «посёлок строительства Давыдовской группы шахт».
14 сентября 1956 года посёлок Новая Крестовка был переименован в Кировское, в честь советского партийного и государственного деятеля С. М. Кирова.
12 октября 1956 года село Крестовка вошло в состав посёлка городского типа Кировское.
29 августа 1958 года посёлок получил статус города.
14 апреля 2014 года город взяли под контроль вооружённые формирования Донецкой народной республики.
12 мая 2016 года в рамках кампании по декоммунизации на Украине городу вернули историческое название — Крестовка. Переименование не признано властями ДНР.

## География
Расположен в 22 км от железнодорожной станции Постниково (на линии Чернухино — Иловайск).
Соседние населённые пункты по сторонам света:
С: Славное, Шевченко (Малоорловского сельсовета), Малоорловка
СЗ: Дружное, город Юнокоммунаровск
СВ: Орлово-Ивановка, Новоорловка
З: Шевченко (Розовского сельсовета), город Ждановка
В: Михайловка
ЮЗ: Молодой Шахтёр, Ольховка
ЮВ: город Шахтёрск, Стожковское, Винницкое
Ю: Лобановка

## Население
Количество на начало года.
| Год  | Количество жителей |
| ---- | ------------------ |
| 1959 | 16314              |
| 1970 | 17364              |
| 1979 | 20376              |
| 1989 | 32552              |
| 1992 | 33700              |
| 1994 | 34000              |
| 1998 | 32100              |
| 2002 | 30910              |
| 2003 | 30428              |
| 2004 | 30029              |
| 2005 | 29742              |
| 2006 | 29367              |
| 2007 | 29205              |
| 2008 | 29066              |
| 2009 | 28939              |
| 2010 | 28690              |
| 2011 | 28550              |
| 2012 | 28470              |
| 2013 | 28291              |
| 2014 | 28155              |
| 2015 | 27896              |
| 2016 | 27841              |
| 2017 | 27849              |
| 2018 | 27701              |
| 2019 | 27614              |
| 2020 | 27503              |
| 2021 | 27441              |

Данные переписи населения 2001 года
| N | Национальность | Количество | Уд. вес (%) |
| - | -------------- | ---------- | ----------- |
| 1 | Украинцы       | 16829      | 54,22       |
| 2 | Русские        | 12900      | 41,56       |
| 3 | Белорусы       | 450        | 1,45        |
| 4 | Азербайджанцы  | 154        | 0,50        |
| 5 | Татары         | 131        | 0,42        |
|   | Всего          | 31041      | 100,00      |

## Экономика
Добыча каменного угля (ОАО «Шахта „Комсомолец Донбасса“», ГКХ «Октябрьуголь», шахтоуправление «Кировское») — объем добычи угля в 2003 году — 2367 тыс. тонн. Ранее работали рессорный, тарный заводы, предприятие «Гидравлик», обувная фабрика. Более 70 % занятых в народном хозяйстве трудятся в промышленности.
Объём промышленного производства — 269 млн гривен (на 1 жителя — 8702 грн.). Индекс промышленной продукции — 90,3 % в 2003 году к 1990 году. Объем выбросов вредных веществ[каких?] в 2003 году в атмосферный воздух от источников загрязнения города — 21,0 тыс. тонн.

## Финансы
Объем экспорта товаров на момент 2003 года — 31,4 млн долларов США. Объём произведённых услуг в 2003 году — 5,0 млн гривен. Коэффициент безработицы — 2,4 %. Среднемесячная зарплата в 2003 году — 773 гривен.

## Социальная сфера
В городе находятся 3 общеобразовательные школы (с численностью более 2 тыс. учеников), 7 детсадов (около 800 детей), КПГЛ (250 учащихся), 2 библиотеки, спортклуб, 2 клуба, рестораны, кафе, летние площадки. Также в городе находится стадион «Юбилейный».

## Образование и наука
В городе работают 3 государственные общеобразовательные школы, 1 вечерняя школа, горный лицей (закрыт в 2010 году), 7 детских дошкольных учреждений, Дом детского творчества. В городе работает школа для одаренных детей «Эрудит». Несмотря на недолгое существование, школа уже может гордиться своими выпускниками. Некоторые из них известны в Малой академии наук своими научными работами и исследованиями в различных отраслях.

## Развитие культуры
В 1988 году был образован Народный фольклорный самодеятельный коллектив «Веселка» Кировского психоневрологического дома-интерната, в 1997 году коллектив получил звание народного. В 1999 году жюри областного Совета профсоюзов объявило коллектив «Веселка» лауреатом II Всеукраинского фестиваля народного творчества.
В городе работает музыкальная студия «1-2» (художественный руководитель Шалота С. Д.) Среди бывших участниц студии — известная на сегодня певица Алла Горбачёва.
Студия эстрадно-современного танца «Дельсарт» — участник первого областного фестиваля в Донецке «Свой стиль». Участники международных конкурсов под руководством Тихомирова Л. Н. Образован в 2002 году.
За два года у В. Л. Шипневского вышли в Донецком издательстве «Регион» четыре сборника стихов: «Чистая криница» (1998), «Зигзаги судьбы» (1999), «Дети земли» (1999), «След души» (2000). Сборники вместили в себя 320 стихов из более 600 написанных им. В 2003 году поэт напечатал новый сборник «Второе дыхание», в который вошли произведения разных лет.
В городе работают две массовые библиотеки: городская библиотека для взрослых и городская библиотека для детей. К услугам читателей универсальные фонды, которые составляют почти 116 тысяч экземпляров. Ежегодно библиотеки обслуживают больше чем 7300 читателей, выдавая около 140 тысяч экземпляров.
Футбольная команда «Антрацит» выступала в чемпионате Украины и первенстве Донецкой области, а мотобольная — в высшей лиге первенства Украины, причём юношеская команда — трёхкратный чемпион страны. В 2021 году команда выступала в Республиканской Футбольной Лиге ДНР.
В городе работает парк культуры и отдыха «Перемога», спортивно-оздоровительный комплекс «Юбилейный», городской культурно-досуговый комплекс, детская музыкальная школа.

## Религиозные организации
В Кировском расположены следующие религиозные организации:
- Храм Святого Иоанна Кронштадтского Украинской Православной церкви. Разрушен в результате обстрела города 23.08.2014[33].
- Община Евангельских христиан-баптистов
- Община «Свет Мира»
- Община свидетелей Иеговы
- Христианская церковь Полного Евангелия «Слово жизни»
- Община праведного Иоанна Русского (приход Горловской епархии)
- Община Успенской парафии Горловской епархии УПЦ
- Община «Св. Апостола Иоанна» протестантской церкви
- Община мусульман «Альхаят»

## Известные жители и уроженцы
- Ателькин, Сергей Валерьевич — советский и украинский футболист, нападающий. Основные достижения, как игрока, связаны с «Шахтёром» из Донецка.